# Special Camera Adaption

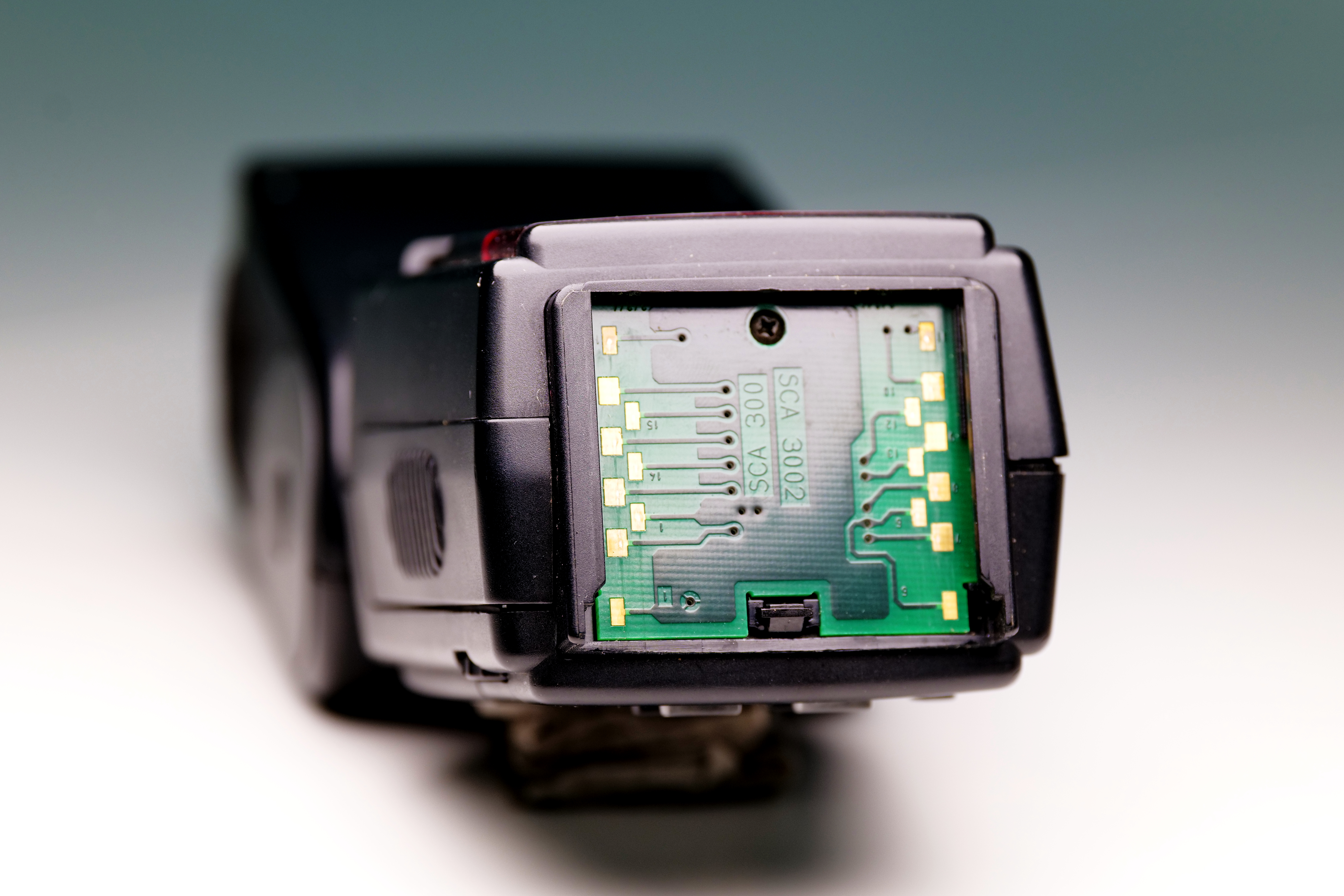
Kontaktplatine auf der Unterseite eines Metz-Blitz für kameraspezifische Adapter des SCA-Systems

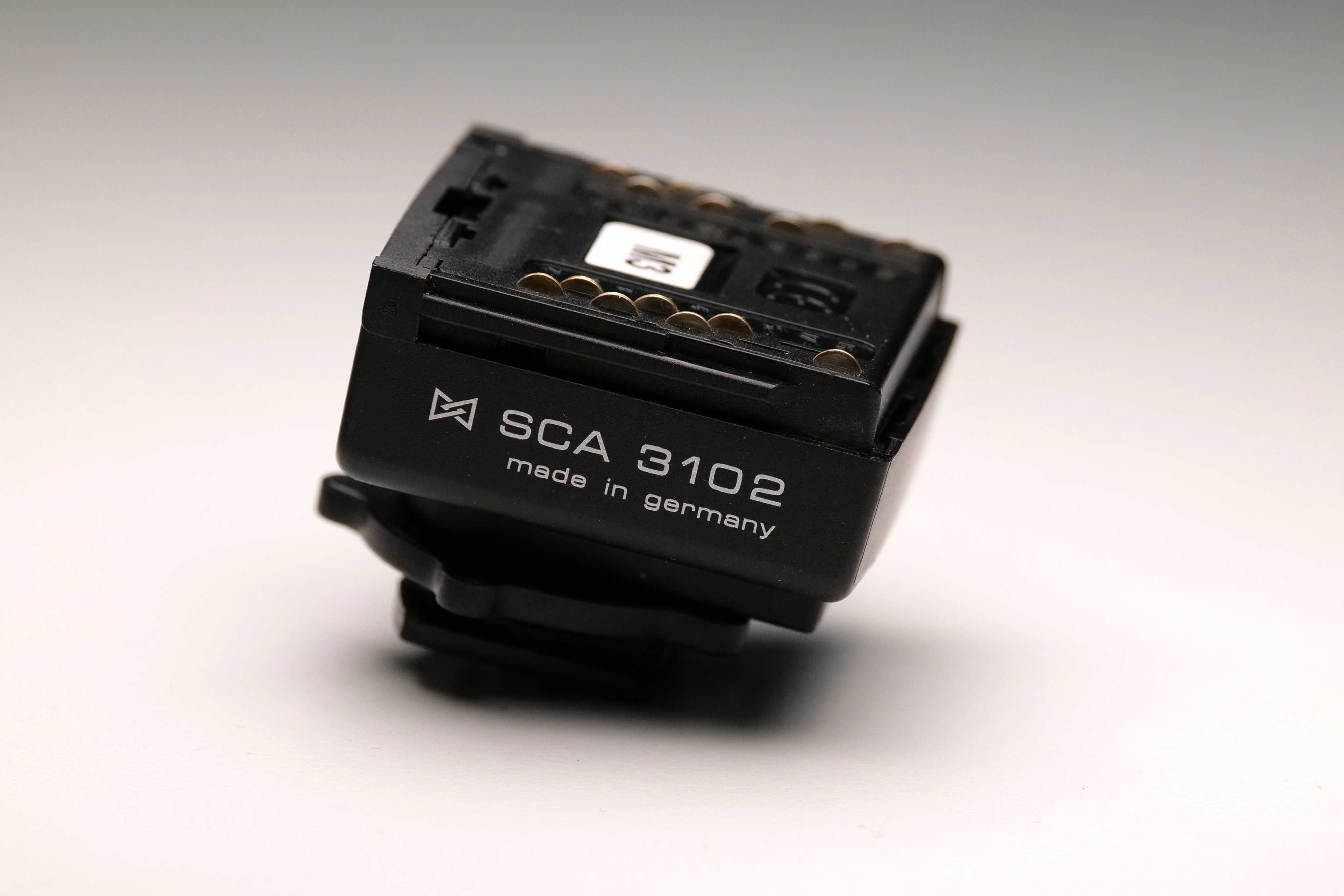
Adapter für das SCA-3002-System, hier für Canon

Als Special Camera Adaption (SCA) bzw. Metz SCA bezeichnet man in der Fotografie ein Anschlusssystem für Blitzgeräte, das kameraspezifische Blitzsonderfunktionen unterstützt. Das SCA-System wurde von Metz und Bosch unter Mitwirkung von Agfa und Philips konzipiert; Metz entwickelte bis 1996 über 40 Adapter für 230 Kameramodelle.  Es sollte ursprünglich sowohl auf Kameraseite als auch auf Blitzlichtseite eine Herstellerunabhängigkeit gewährleisten, so dass z. B. beim Wechsel der Kamera nur ein neuer SCA-Adapter, nicht aber ein neues Blitzgerät angeschafft werden musste. Während das System auf Seiten der Kameras allerdings durch immer neue, nicht vorausgesehene  technische Entwicklungen, die auch neue SCA-Versionen erforderten (vgl. unten), unter Druck kam, wurde es blitzherstellerseitig anfangs von mehreren Anbietern verwendet, von denen aber spätestens ab Anfang des 21. Jahrhunderts nur noch Metz übriggeblieben ist.
Die meisten Kamerahersteller sind auch Blitzgerätehersteller und stehen damit in direkter Konkurrenz zum SCA-System. Beispielsweise Rollei stellt hier eine Ausnahme dar, da nur ein SCA-Adapter angeboten wird.
Modulare Adaptersysteme gibt es auch von anderen Herstellern, z. B. von Sunpak.
Der SCA-Anschluss ist in folgenden Generationen verfügbar:
- SCA-100 – Die erste Version des SCA-Systems wurde von Braun entwickelt und wurde 1980 auf der Photokina vorgestellt. Es kam in den Blitzen 370BVC, 410VC und VarioZoom 340SCA zur Anwendung.
- SCA-500 – diese erste Generation wurde nur bei den Metz-Stabblitzen 60 CT-2 und 45 CT-5 eingesetzt, jedoch schon frühzeitig durch das SCA-300-System abgelöst. Es ist heute nicht mehr erhältlich.
- SCA-300 – Entwicklung ab 1979, Marktreife ab 1982, analoge Blitzsteuerung
- SCA-3000 – unterstützt digitale Blitzsteuerungen
- SCA-3002
- SCA-3202 – z. B. Leica D-Lux (Typ 109)
- SCA-3502 – z. B. Leica M Kameras